# Erinnerungen (Albert Speer)

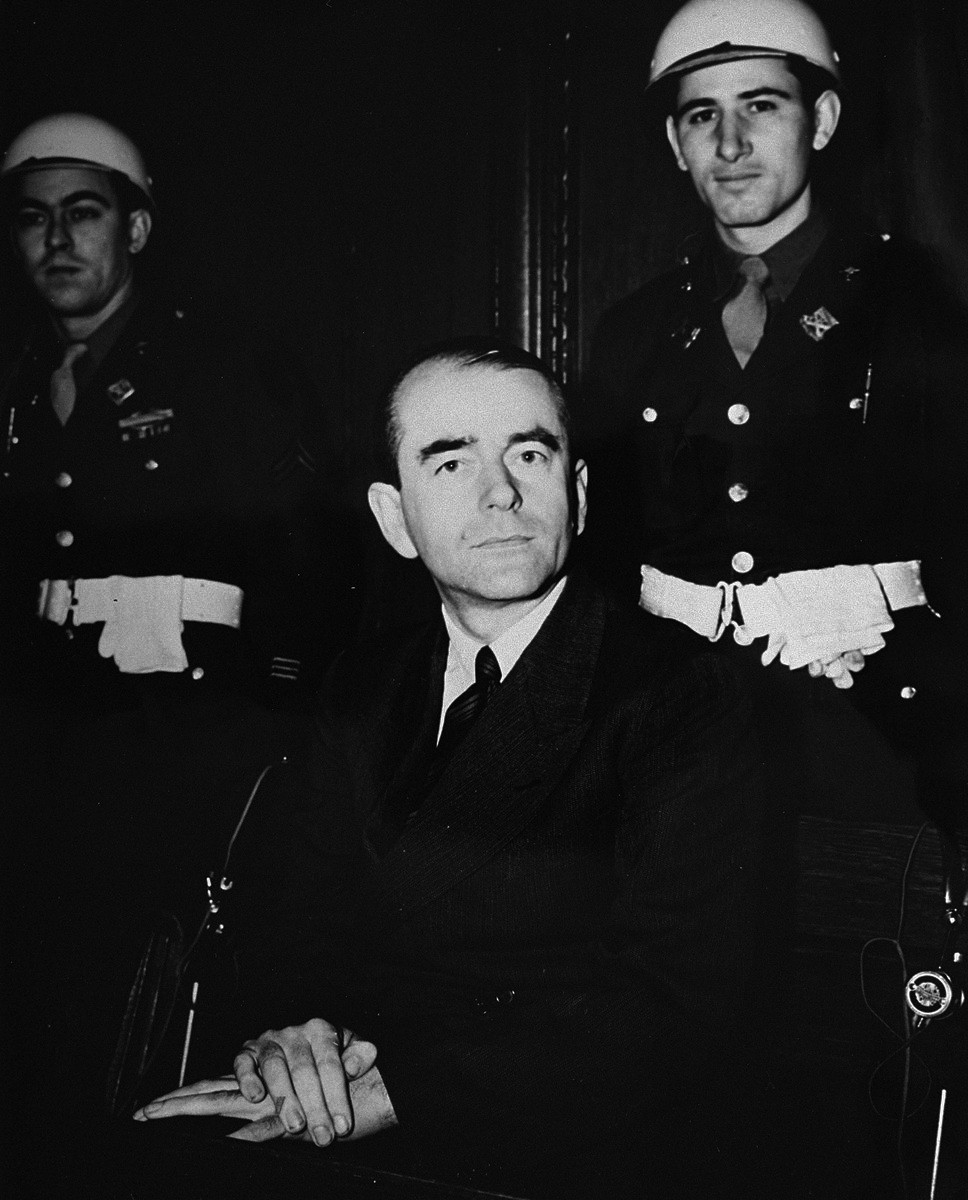
Albert Speer als Angeklagter in Nürnberg, 1945 oder 1946

Erinnerungen ist der Titel der 1969 erschienenen Autobiographie von Albert Speer, der Rüstungsminister des nationalsozialistischen Deutschlands von 1942 bis 1945 war. Das Werk wurde zwischen 1946 und 1966 geschrieben. Speer gelang es, die allgemeine Leserschaft und auch die Geschichtswissenschaft zu beeindrucken. Allerdings beurteilt man seine detaillierten Beschreibungen aus dem Führungszirkel kritisch, weil Speer viele Verbrechen des „Dritten Reiches“ und seine Beteiligung daran verschweigt oder verfälscht darstellt. Das Buch erschien in zahlreichen Auflagen, auch als Taschenbuch, enthält jedoch bis heute kein Nachwort von fremder Hand oder kritische Kommentare.

## Entstehung
Im Nürnberger Kriegsverbrecher-Prozess wurde Speer zu zwanzig Jahren Gefängnis verurteilt, weil er als Rüstungsminister Sklavenarbeit durchführen ließ. Während er seine Haftstrafe im Spandauer Gefängnis absaß, schrieb er zwischen 1946 und 1966 rund 1200 Manuskriptseiten. Weil es den Gefangenen dieses Gefängnisses nicht erlaubt war, Biografien zu verfassen, schrieb er den Entwurf auf Toilettenpapier, Zigarettenpapierchen und anderen beschreibbaren Mitteln. Die Manuskripte wurden hinausgeschmuggelt, nach seiner Haftentlassung erhielt er sie zurück. Der Journalist und Historiker Joachim Fest half ihm bei der Entstehung des Werkes.
1969 wurden die Erinnerungen veröffentlicht; 1970 erschien die englische Übersetzung unter dem Titel „Inside the Third Reich“.

## Zum Inhalt

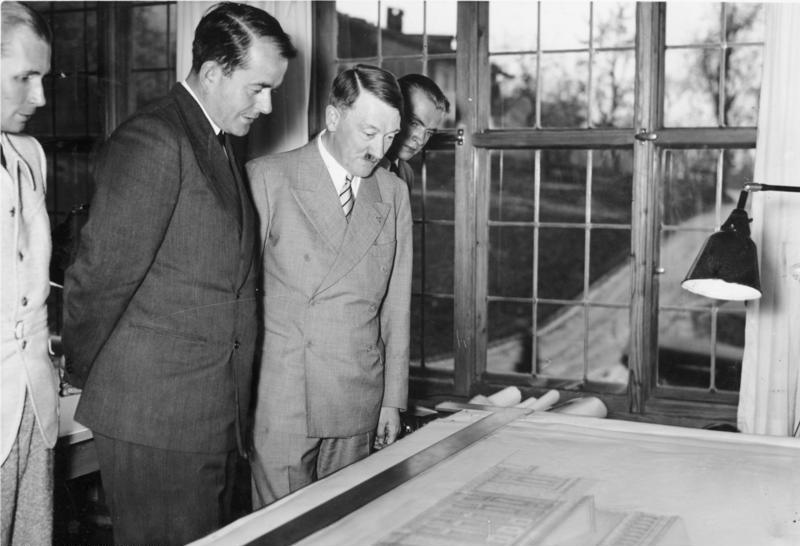
Albert Speer mit Adolf Hitler 1939 auf dem Obersalzberg

Erinnerungen ist im halb-autobiografischen Stil geschrieben. Das Buch beginnt mit einem Hinweis auf Speers Vorfahren und seine Kindheit; der größte Teil aber beschreibt seine Tätigkeit innerhalb der NS-Führung.
Speer beschreibt, wie er durch eine ungewöhnliche Kette von Ereignissen in die Regierung eintrat. Zuerst war er Architekt und hätte 1928 fast eine Stelle als „Staats- und Hofarchitekt“ in Afghanistan erhalten. Im Auftrag des Königs Aman Ullah hatte Josef Brix eine Gruppe von jungen deutschen Technikern zusammengestellt, die das Land reformieren sollten, doch wurde der afghanische Herrscher im Januar 1929 vorzeitig abgesetzt. Speer setzte seine Arbeit als Assistent von Heinrich Tessenow, Professor an der Technischen Hochschule Berlin, fort. An einer Veranstaltung in der Hasenheide, bei der Hitler eine Rede vor studentischem Publikum hielt, sei er erstmals dem späteren Diktator begegnet. Weil Hitler sich selbst als Architekt und Künstler sah, habe er sich an Speer gewandt und ihn in seinen inneren Zirkel der Macht eingeführt. Durch die relative Nähe zu Hitler fand er sich in einer beneideten, doch für ihn schwierigen Position. Speer bemerkte später: „Ich wäre Hitlers bester Freund gewesen […] wenn er überhaupt fähig gewesen wäre, Freunde zu besitzen“.
Bis 1942 leistete Speer ausschließlich Dienste als Architekt, insbesondere bei der Planung von Großbauten. Wegen des Krieges konnten sie allerdings nicht fertig gestellt werden. Nach dem Tod Fritz Todts bei einem Flugzeugabsturz ernannte Hitler Speer unerwartet zum neuen Rüstungsminister. Speer behauptete nach dem Krieg, er habe wegen Mangel an Erfahrung dagegen protestiert, schließlich aber eingewilligt.
Unter Albert Speer verbesserte sich die deutsche Kriegsmaterialproduktion erheblich. Vor seiner Amtseinsetzung war Hermann Göring der Wirtschaftsdiktator (Beauftragter für den Vierjahresplan) Deutschlands gewesen. Doch Göring wurde bei Hitler unbeliebter und nach einem Machtkampf mit Göring konnte Speer den größten Teil der die Rüstungsanstrengungen des Dritten Reichs betreffenden Befugnisse an sich bringen. Er führte Reformen durch, wie sie ähnlich auch schon in den USA und in Großbritannien umgesetzt worden waren. Speer sorgte für die totale Mobilisierung der Fabriken für Kriegszwecke und den Einsatz von weiblichen Arbeitskräften. Obwohl es ihm gelang, die Kriegsmaterialproduktion von Jahr zu Jahr zu steigern, war der Krieg für Deutschland bereits verloren.
Als der Krieg sich dem Ende näherte, beschreibt Speer seine Enttäuschung über den Krieg, die Nationalsozialisten und über Hitler selbst. Obwohl er einer der wenigen Menschen war, der Hitler bis zu seinem Ende nahestand, habe er dessen Politik der verbrannten Erde sabotiert (Hitlers „Nero-Befehl“ vom 19. März 1945), um die komplette Zerstörung Deutschlands abzuwenden.
Die Erinnerungen enden mit dem Tod Hitlers und dem Kriegsende in Europa.

## Bedeutung
Speer war nach Karl Dönitz der ranghöchste Amtsträger NS-Deutschlands, der sowohl den Zweiten Weltkrieg als auch den Nürnberger Prozess überlebt hat. Er wurde während des Krieges von alliierter Seite als einer der wenigen intelligenten und vernünftigen Menschen der NS-Führung beschrieben. Wegen seiner hohen Position war Speer in der Lage, die Charaktere vieler Minister und Funktionäre aus eigener persönlicher Anschauung zu beschreiben, einschließlich Joseph Goebbels, Hermann Göring, Heinrich Himmler, Rudolf Heß, Martin Bormann und insbesondere den von Adolf Hitler.

## Beschreibung der NS-Führungsspitze
Speers Erinnerungen brachten neue Aspekte zur Geschichte des Zweiten Weltkrieges. Speer stellt NS-Deutschland nicht als perfekt durchorganisierten Staat dar, der streng dem Führerprinzip gefolgt wäre, sondern schildert die Zerstrittenheit der Führung wegen überlappender Kompetenzbereiche und Unfähigkeit Einzelner. Am überraschendsten erscheint das Porträt Hitlers als das eines faulen, mäßig begabten Möchtegernkünstlers, der nur kurzzeitig Bestleistungen erbracht habe. Das Bild Adolf Hitlers als das eines intelligenten, entschlossenen Führers wurde von einem Kronzeugen beschädigt, der der Führungsspitze selbst angehört hatte.
Speers Schilderungen seiner persönlichen Einblicke in das Leben der NS-Größen sind bemerkenswert, besonders weil manche seiner Kollegen und deren Familien ihn als einen neutralen Vertrauten geschätzt hatten. Speer schilderte zum Beispiel, dass sich die Ehefrau von Joseph Goebbels, Magda Goebbels, über die Untreue ihres Mannes beschwerte und gleichzeitig mit einem von Speers alten Freunden, Karl Hanke, eine Affäre hatte. Während eines Besuchs in Görings Gutshof Carinhall konnte Speer miterleben, wie der übergewichtige Reichsmarschall seine Tage mit Jagen und Essen verbrachte und mit geraubten Juwelen herumspielte.
Schon seit Mitte der 1930er Jahre, nachdem Hitler diktatorische Macht erreicht hatte, sei der Führer nur sehr unregelmäßig seiner Arbeit als Staatsoberhaupt nachgegangen. Er sei nachts sehr lange wachgeblieben und um fünf oder sechs Uhr morgens zu Bett gegangen, um dann bis Mittag zu schlafen; er habe Stunden mit Mahlzeiten und Teekränzchen verbracht und seine Zeit und die seiner Minister mit langen und langweiligen Monologen verschwendet; oft seien bis Mitternacht Filme vorgeführt worden. Seine Unfähigkeit, normale Routinearbeit im Büro zu verrichten, führt Speer in seinen Memoiren zur Frage, zu welcher Tageszeit Hitler überhaupt etwas Wichtiges unternommen habe. Eva Braun habe ihm erzählt, Hitler sei im Sommer 1943 so beschäftigt und ermüdet gewesen, dass es zu keinerlei Geschlechtsverkehr mit ihr gekommen sei. Goebbels konstatierte in seinem Tagebuch für diesen Zeitraum (1943) eine „Führerkrise“.
Aus Gesprächen mit Hitler schloss Speer auf dessen Unfähigkeit, sich in emotionaler oder intellektueller Weise weiterzuentwickeln. Weil Hitler beschwörend auf Menschen einwirken konnte – Speer inbegriffen –, hielt dieser ihn für einen Soziopathen und Megalomanen. Noch im Jahre 1945, als Deutschland praktisch den Krieg verloren hatte, habe Speer Hitler nicht davon überzeugen können, die Niederlage zuzugeben oder wenigstens eine defensive Strategie zu entwickeln.
Nach Speers Meinung begann sich die Lage Deutschlands nach der Schlacht von Stalingrad zu verschlechtern, als Hitler, auf seinen Vorstellungen beharrend, die Realität verkannte. Indem sich Hitler auf diese Weise immer weiter der Realität entfernte, behauptet Speer, habe Hitlers persönlicher Sekretär, Martin Bormann, versucht, das Vakuum auszunutzen und alle Informationen, die für Hitler bestimmt waren, nur noch geschönt und gefiltert Hitler zuzuleiten.
In ähnlicher Weise malte Albert Speer auch ein negatives Bild der übrigen Mitglieder der NS-Führung. Wegen Hitlers Unentschlossenheit und seines Glaubens, dass Kampf stets zur Stärke führe, seien die Kompetenzen unter den Ministern nie klar verteilt gewesen. Verschiedene Ministerien hätten sich oft mit den gleichen Aufgaben befasst und Hitler habe sich geweigert, Klarheit zu schaffen. Um Projekte trotzdem erfolgreich durchzuführen, hätten die Minister immer wieder Konflikte austragen und sich jeweils Mehrheiten suchen müssen – so habe sich Speer immer wieder mit Goebbels und anderen zusammengetan, um Görings inkompetente Führung der deutschen Wirtschaft als Beauftragter für den Vierjahresplan zu neutralisieren.

## Rezeption

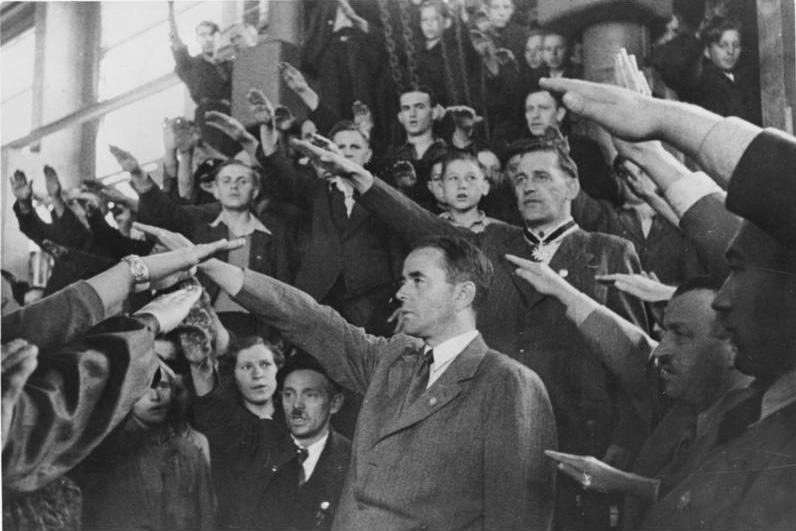
Rüstungsminister Albert Speer 1944 in einer Munitionsfabrik

In seinem Buch – wie auch während des Nürnberger Prozesses – verneint Speer jegliches Wissen über den Holocaust. Entscheidende Bedeutung kommt in diesem Zusammenhang den beiden Posener Reden zu, die der Reichsführer SS Heinrich Himmler am 4. und 6. Oktober 1943 im Rathaus der besetzten polnischen Stadt Posen (Poznań) vor Gauleitern und hochrangigen NS-Führern hielt. Himmler verzichtete hier auf die sonst üblichen Tarnbegriffe für die Ermordung der Juden („Sonderlösung der Judenfrage“) und sprach ausdrücklich über die „Ausrottung“, die er als historische Mission des Nationalsozialismus darstellte. Albert Speer leugnete hartnäckig, dass er bei dieser Rede als Zuhörer anwesend war, und behauptete, er sei vorher abgereist, obwohl er von Himmler im Zusammenhang mit dem Aufstand im Warschauer Ghetto direkt angesprochen wurde.
Während Speer zugibt, dass im Zuständigkeitsbereich seines Ministeriums Fremdarbeiter eingesetzt waren, behauptet er, dass er versucht habe, deren Lebensumstände zu verbessern oder ganz auf ihren Einsatz zu verzichten. Auch Joachim Fest, der Speer bei der Abfassung seiner Memoiren unterstützt hatte, stellte in späteren Ausgaben der Erinnerungen viele Widersprüche zu Speers Aussagen in Nürnberg fest. Am bemerkenswertesten waren wohl Speers fadenscheinige Begründungen dafür, weshalb er so lange treu zu Hitler gestanden habe. In der Autobiografie bekannte er, dass dies aus Loyalität zur Person geschehen sei.
Im Buch behauptet Speer auch, dass er im Frühjahr 1945 die Ermordung Hitlers geplant habe, um ein Ende des Krieges herbeizuführen. Allerdings gibt es dafür keinerlei Belege. Nach seiner Freilassung im Jahre 1966 gab er zahlreiche Interviews. Darin widersprach er oft dem, was er vor Gericht oder in seinen Memoiren behauptet hatte.
Wohlwollende Kommentatoren meinten, Speer habe persönliche Schuldgefühle wegen des Völkermords gehegt und seine verbliebene Lebenszeit damit verbracht, sich zu rechtfertigen und zu behaupten, er sei von Hitler getäuscht worden. Kurz vor seinem Tod verglich Speer sein Wirken im NS-Staat mit dem eines Menschen, der einen Pakt mit dem Teufel geschlossen habe.
Skeptische Beobachter argumentieren dagegen, dass Speer mit seinen Geständnissen und Aussagen schlicht das Ziel verfolgt habe, beim Nürnberger Prozess der Todesstrafe zu entgehen. Er habe nach jedem Grashalm gegriffen, um sich zu entlasten. Zum Beispiel habe er dem Hauptankläger in Nürnberg Robert H. Jackson weitere Insider-Informationen angeboten, wenn er eine Amnestie für ihn erwirken könne. Andere Angeklagte in ähnlich hoher Position wurden hingerichtet, unter anderen Fritz Sauckel.
Über Jahrzehnte wurden die Erinnerungen von Historikern als angeblich erstrangige Quelle über Interna der NSDAP herangezogen. Im Anschluss an verschiedene, seit den 1980er Jahren bis nach der Jahrtausendwende vorgelegten kritischen Untersuchungen, etwa von Matthias Schmidt oder Heinrich Schwendemann, veröffentlichte der Historiker Magnus Brechtken 2017 seine Speer-Biografie. Diese kommt mittels einer Konfrontation von Speers Erzählungen mit den Quellen zu dem Schluss, dass Speers Erinnerungen mit einer Weltauflage von nahezu drei Millionen Exemplaren als scheinbar authentischer Zeitzeugenbericht das Geschichtsbild von einer kleinen Verbrecherclique um Hitler geprägt habe. Diese sei für Krieg, Holocaust und Sklavenarbeit zuständig gewesen, während Speer selbst davon nichts gewusst haben wollte und seinem Lesepublikum „die Fabel vom unbedarften Bürgersohn“ präsentiert, „der sich plötzlich von unappetitlichen braunen Typen umgeben sieht“.
Der Historiker Hans-Ulrich Danner, der in seiner Dissertation die Autobiographien von 42 Funktionsträger von NSDAP und SED gegenüberstellte, ordnete Speer als „egoistischen, unaufrichtigen Selbstverteidiger“ ein. Einen so großen wirtschaftlichen Erfolg und Einfluss auf das Geschichtsbild wie Speer konnte kein anderer Memoirenschreiber der NSDAP erzielen.

## Verfilmung
Das Buch wurde 1982 als ein mehrteiliger Fernsehfilm mit Rutger Hauer in der Rolle des Albert Speer unter dem Titel Inside the Third Reich verfilmt. Er wurde zuerst durch den US-Fernsehsender ABC ausgestrahlt.

## Ausgaben
- Albert Speer: Erinnerungen. Ullstein, Berlin 1969, ISBN 3-548-36732-1
  - Inside the Third Reich. London : Macmillan, 1970
  - Au cœur du Troisième Reich. Übersetzung Michel Brottier. Paris : Fayard, 1971
  - Memorie del Terzo Reich. Mondadori, Mailand 1971.
  - Übersetzung in weitere Sprachen